# Велешино-1
Велешино-1 (бел. Вяле́шына 1) — деревня в Копыльском районе Минской области Беларуси. В составе Бобовнянского сельсовета.

## География
Ближайшие населённые пункты Велешино-2, Руднички и др.

## История
В 1909 году в Телядовичской волости Слуцкого уезда Минской губернии.
До 2016 года деревня входила в состав Слобода-Кучинского сельсовета.

## Население

### Численность
- 2009 год — 68 человек

### Динамика
- 1909 год — 990 человек, 78 дворов[2]
- 2009 год — 68 человек (перепись населения)[2]

## Культура
- Музей этнографии и быта конца ХІХ — начала XX веков — филиал Копыльского районного краеведческого музея. Музей Геннадия Голубовича.
- Дом-музей Владимира Высоцкого

## Достопримечательность
- Усадьба Шуминских https://www.facebook.com/Chuminsky/
- Братская могила

### Памятник, скульптура
- Обелиск Завадского
- Обелиск Бехта, Карачуна, Молибошко, Стружко, Степуро
- Мемориальная доска в честь Геннадия Голубовича

## Знаменитые уроженцы
- Голубович, Геннадий Михайлович (1934—1992) — белорусский художник—график, книжный иллюстратор.
- Высоцкая, Надежда Фёдоровна — белорусский искусствовед, доктор искусствоведения, профессор кафедры этнологии, музеологии и истории искусств Белорусского государственного университета, лауреат Государственной премии Республики Беларусь в области гуманитарных и социальных наук (1996). Супруга Геннадия Голубовича.